# Rip van Winkle (Frisch)
Rip van Winkle ist ein Hörspiel des Schweizer Schriftstellers Max Frisch. Es entstand im Februar/März 1953 als Auftragsarbeit für den Bayerischen Rundfunk. Die Ursendung war am 16. Juni 1953. Frisch verarbeitete in dem Hörspiel Entwürfe für seinen Roman Stiller, der 1954 erschien. Wie im späteren Roman wird ein Mann festgenommen, weil er sich weigert, jene Identität anzunehmen, unter der ihn Ehefrau, Bekannte und Öffentlichkeit erkennen wollen, nämlich als der seit fünf Jahren vermisste Bildhauer Anatol Wadel. Stattdessen gibt er sich den Namen einer literarischen Figur von Washington Irving: Rip van Winkle.

## Inhalt
Ein Fremdling wird auf einem Schweizer Bahnhof festgenommen, als er sich weigert, sich auszuweisen, und es im Gerangel mit einem Zöllner zu einer Ohrfeige kommt. Von Augenzeugen wird er rasch als der bekannte Bildhauer Anatol Wadel erkannt, der vor fünf Jahren seine lungenkranke Ehefrau Julika, eine ebenfalls bekannte Balletttänzerin, verlassen hat und seitdem untergetaucht ist. Auf dem Polizeirevier stellt sich heraus, dass es inzwischen ein ganzes Dossier über Wadel gibt, der durch sein Verschwinden zahlreiche Ordnungswidrigkeiten begangen hat. Der Bürokratie ließe sich unkompliziert Genüge tun, die Akademie der Künste bietet an, die Geldbußen für ihr verdientes Mitglied zu bezahlen, doch der Fremdling weigert sich, jener Anatol Wadel zu sein, als den ihn alle Welt erkennen will. Stattdessen nennt er sich Rip van Winkle und erzählt seinem vertrauensvollen Gefängniswärter Knobel wilde Räuberpistolen von Morden, die er auf seinen Reisen in Übersee verübt haben will, angefangen mit einem Mord an seiner eigenen Ehefrau.
Julika Wadel hingegen ist am Leben und reist für eine Gegenüberstellung aus Paris an. Sie erkennt ihren Ehemann wieder und hält ihn seiner prahlerischen Untaten keinesfalls für fähig. Stattdessen habe sie gerade seine Schwäche an ihm angezogen. Der Fremdling verliebt sich aufs Neue in die schöne Tänzerin, die in den fünf Jahren ohne ihren Ehemann merklich aufgeblüht ist und auch keine gesundheitlichen Beeinträchtigungen mehr zu haben scheint. Doch wo er unvoreingenommene Liebe sucht, will sie ihn nur abermals auf die Rolle ihres Gatten festlegen, der Wadel einst entfliehen wollte. Bei einem Lokaltermin in Wadels altem Atelier hat der Fremdling einen Tobsuchtsanfall und verwüstet die Kunstwerke, mit denen er nichts mehr zu schaffen haben will. 
Als der Staatsanwalt den Ursprung des Namens Rip van Winkle begreift, beginnt er den Fremdling zu verstehen. Wo dessen Verteidiger die Wahrheit verlangt, zweifelt er, dass es eine solche Wahrheit überhaupt gäbe und ob nicht die Räuberpistolen des Angeklagten ebenso wahr seien wie die Vergangenheit Wadels, auf die ihn alle Welt festlegen wolle. Wadel sei ein Mensch wie so viele, die sich selbst überfordern und statt ein Leben zu leben bloß eine Rolle spielen. Als er nach Jahren, in denen er die Rolle abgelegt habe, in seine Heimatstadt zurückgekehrt sei, habe er das als ein Fremdling in einer fremden Stadt getan, ein Namenloser, bis ihn seine Umwelt wieder in seine überwunden geglaubte Rolle zurück habe zwingen wollen.
Der Staatsanwalt verurteilt den Angeklagten am Ende dazu, wieder den Namen Anatol Wadel zu tragen, lässt aber die sonstigen Anklagepunkte fallen und entlässt ihn in die Freiheit. Während der Verteidiger beleidigt ist, dass sein Mandant sich für den glücklichen Ausgang des Verfahrens nicht einmal bei ihm bedankt, versteht der Staatsanwalt, dass es ein hartes Urteil ist, einen Menschen nicht aus dem Bildnis, das sich die Umwelt von ihm gemacht hat, herauszulassen. Kaum auf freiem Fuß würgt Wadel seine Ehefrau Julika. Diese überlebt, er wird erneut festgenommen, und dieses Mal nimmt sich der Staatsanwalt vor, ihn zu verteidigen.

## Entstehungsgeschichte
Ein Stipendium der Rockefeller-Stiftung ermöglichte Frisch ab April 1951 einen einjährigen Amerikaaufenthalt, der sich für sein weiteres Werk, insbesondere die Romane Stiller und Homo faber, als prägend erwies. Frisch bereiste New York, Chicago, San Francisco, Los Angeles und Mexiko und hatte die Arbeit an einem Roman unter dem Titel Was macht ihr mit der Liebe? geplant, einer frühen Vorstufe zu Stiller. Als die Arbeit am Roman stockte, verfasste Frisch, der „dem Rockefeller gegenüber ein schlechtes Gewissen hatte“, stattdessen im Winter und Frühjahr 1952 die Komödie Don Juan oder Die Liebe zur Geometrie.
Erst im August 1953 sprach Frisch gegenüber Peter Suhrkamp davon, dass er die Arbeit am Roman Stiller wieder aufgenommen habe: „es ist das Thema, das mich seit langer Zeit immer wieder beschäftigt, aber es hat sich verwandelt, es sind Stufen hinzugekommen.“ Frisch muss die Arbeit schon Anfang 1953 wieder begonnen haben, doch zuerst machte er aus dem Stoff ein Hörspiel. Im Gespräch mit Horst Bienek erläuterte er: „Ich arbeitete am Roman und brauchte Geld, hatte keine Idee für ein Hörspiel, ich stahl es also aus dem werdenden Roman.“ Laut Urs Bircher fand Frisch im Hörspiel „die Idee, um das Fragment zu Ende zu schreiben.“
Rip van Winkle steht in einer Reihe von drei Hörspielen, die Frisch nach seinem Amerikaaufenthalt für den Rundfunk schrieb. Hörspiele wurden zu dieser Zeit für ein Massenpublikum produziert, sie waren literarisch angesehen und gleichermaßen gut dotiert, so dass sie vielen Schriftstellen das Einkommen sicherten. Frisch schrieb 1952 Herr Biedermann und die Brandstifter (eine Vorstufe des Dramas aus dem Jahr 1958), 1953 Rip van Winkle und 1954 Der Laie und die Architektur, ein „Funkgespräch“, in dem sich der Architekt Frisch mehr dem Städtebau als der Literatur widmete. Schon über Herr Biedermann und die Brandstifter berichtete Frisch, dass er keine Idee für ein Hörspiel gehabt und sich daher einer Skizze aus dem Tagebuch 1946–1949 bedient habe: „Dann habe ich dieses Hörspiel gemacht, es ist also schon aus einer Verlegenheit entstanden und war eine reine Auftragsarbeit, so eine richtige Geldverdien-Arbeit.“

## Das Rip-van-Winkle-Thema in Frischs Werk
Die Erzählung Rip Van Winkle begleitete Frisch über Jahrzehnte hinweg in seinem Werk. Hans Mayer benannte sie als „eine der Keimzellen des Stiller-Romans“. Laut Peter Gontrum zeigen die Verweise in diversen Werken, dass der Stoff „auf Frischs Phantasie auch in anderen Werken als Stiller einen großen Eindruck gemacht hat.“ Frisch lernte die Erzählung nicht im Original von Washington Irving kennen, sondern als Jugendlektüre der Reiseberichte Von Pol zu Pol von Sven Hedin, der sie als „nordamerikanisches Märchen“ bearbeitet hatte.
Bereits in seinem frühen Text Kleine Erinnerung, der am 29. November 1934 in der Neuen Zürcher Zeitung abgedruckt wurde, schrieb Frisch: „Ein amerikanisches Märchen will mir nicht aus dem Sinn. Als Rip van Winkle seinen langen Zaubertraum geschlafen hatte und heimkehrte, kannte ihn keiner mehr; anders hießen die Leute, und er war nimmer zu Hause in ihrer Wirklichkeit.“ Der junge Frisch bezog den Stoff auf die Lebenssituation eines Mannes zwischen 20 und 30 Jahren, der an die Stätte seiner Jugenderinnerungen zurückkehrt oder Jugendfreunde wiedertrifft: „Dann komme ich mir immer, wie gesagt, so zurückgeblieben vor, wie Rip van Winkle.“ Schon in diesem Text nimmt Gontrum eine Betonung des psychologischen Wandels wahr: Rip van Winkle wird als isoliertes Individuum gezeichnet, das nicht in seiner Umwelt verwurzelt ist, sondern in seiner persönlichen Phantasiewelt.
Im Tagebuch 1946–1949 erinnert die Skizze betitelte Erzählung über den Rechtsanwalt Schinz an die Legende von Rip van Winkle. Peter Gontrum führt die Parallelen aus: eine Begegnung mit mysteriösen Kräften, die Frage der Identität, den Wechsel in eine andere Persönlichkeit und die Ausgeschlossenheit bei der Rückkehr in die Gesellschaft. All dies weise bereits voraus auf die Version im Stiller. Dort löste sich Frisch, explizit bezugnehmend auf die Bearbeitung von Hedin, von Irvings Vorlage. Er erzählte „eine zeitlose Geschichte in einer zeitlosen Umgebung“. Es steht nicht bloß die äußere Verwandlung im Mittelpunkt, sondern der innerliche Wandel, die psychologische Entwicklung und das philosophische Problem, „wie der Mensch sein glaubwürdiges Ich wählt.“
Noch in einer Skizze mit dem Titel Rip van Winkle aus dem Mai 1971 kehrte Frisch im Tagebuch 1966–1971 zu dem Stoff zurück: „Es geht ihm aber immer so, wenn er nach einiger Zeit wieder zuhause ist. Dann verwundert ihn alles, was an seinem gewohnten Ort steht.“ Wieder werden laut Gerhard Sauder die Grundthemen Zeit/Traum und Verfremdung/Entfremdung angesprochen, dieses Mal in das moderne Ambiente von Frischs damaligem Wohnsitz in New York versetzt. Die Zeit ist stehengeblieben, der Hund nicht gestorben, und der Protagonist erkennt: „Alles ist so, wie es ist: Hier also ist er zuhause.“

## Produktionen
- 1953: Bayerischer Rundfunk / Radio Bremen / Südwestfunk
Regie: Walter Ohm
Sprecher: Peter Lühr (Der Fremdling), Hans Leibelt (Der Staatsanwalt), Hans Herrmann-Schaufuß (Der Verteidiger), Brigitte Horney (Julika), Bruno Hübner (Knobel, Gefängniswärter)
Erstsendung: 16. Juni 1953
- 1954: Rot-Weiß-rot-Wien
Regie: Walter Davy
Sprecher: Nicht angegeben
Erstsendung: 5. Jänner 1954
- 1954: Nordwestdeutscher Rundfunk
Regie: Gert Westphal
Sprecher: Oskar Werner	(Fremdling), Hans Schweikart (Staatsanwalt), Heinz Klingenberg (Verteidiger), Anneliese Römer (Julika), Joseph Offenbach (Gefängniswärter Knobel)
Erstsendung: 11. März 1954
- 1961: Süddeutscher Rundfunk / Hessischer Rundfunk / RIAS Berlin
Regie: Oswald Döpke
Sprecher: Hans Christian Blech (Fremdling), Paul Hoffmann (Staatsanwalt), Hans Mahnke	(Verteidiger), Günther Lüders (Knobel, der Gefängniswärter), Ingrid Resch (Julika)
Erstsendung: 14. Mai 1961
- 1963: Schweizer Radio DRS
Regie: Walter Wefel
Sprecher: Peter Arens (Fremdling), Wolfgang Reichmann (Staatsanwalt), Wolfgang Stendar (Verteidiger), Kathrin Schmid (Julika), Erwin Parker (Knobel, Gefängniswärter)
Erstsendung: Nicht angegeben
- 1986: Österreichischer Rundfunk-Salzburg
Regie: Klaus Gmeiner
Sprecher: Karl Walter Diess (Fremdling), Rolf Boysen (Staatsanwalt), Karl-Michael Vogler (Verteidiger), Sonja Sutter (Julika), Rudolf Wessely (Knobel, Gefängniswärter)
Erstsendung: 18. November 1986

## Fernsehfilm
Nach dem Hörspiel entstand 1954 in der Bearbeitung von Götz Kozuszek der Fernsehfilm Zum Freispruch verurteilt. Unter der Regie von Gustav Burmester spielten Richard Lauffen (Anatol Wadel), Marlene Riphahn (Julika Wadel), Joseph Offenbach (Gefängniswärter Knobel), Hermann Lenschau (Verteidiger) und Hans Zesch-Ballot (Staatsanwalt).

## Ausgaben
- Max Frisch: Rip van Winkle. In: Gerhard Prager (Hrsg.): Kreidestriche ins Ungewisse. 12 deutsche Hörspiele nach 1945. Moderner Buch-Club, Darmstadt 1960 (Erstdruck).
- Max Frisch: Rip van Winkle. In: Gesammelte Werke in zeitlicher Folge. Dritter Band. Suhrkamp, Frankfurt am Main 1998, ISBN 3-518-06533-5, S. 781–833.